# Magadheera
Magadheera, telugu: మగధీర, är en storsäljande Tollywood-film (Telugus filmindustri) från 2009 regisserad av S. S. Rajamouli och producerad av Allu Aravind. Ram Charan Teja spelar huvudrollen tillsammans med Kajal Aggarwal medan Srihari och Dev Gill spelar andra framstående roller. Filmen producerades med en budget på 340 miljoner indiska rupier och var därmed den dittills dyrbaraste film som gjorts inom Tollywood. Soundtrack och bakgrundsmusik är komponerad av M. M. Keeravani medan K.K. Senthil Kumar var ansvarig för filmning och Kotagiri Venkateswara Rao för redigering.
Filmen utspelar sig delvis under 1600-talet, när mogulerna styrde delar av norra Indien. En krigare som skyddar sitt rikes prinsessa dödas och pånyttföds 400 år senare för att hämnas på sin fiende. Handlingen är baserad på reinkarnation, en övertygelse om att efter döden kommer själen tillbaka i en ny kropp.
Det här är Charan andra film, den första var Chirutha, som släpptes 2007. Magadheera fick mycket positiva recensioner från kritikerna och gav mycket stor biljettförsäljning.